# Duna Televízió
A Duna Televízió 1992 és 2015 között önálló magyar állami műholdas televíziós intézmény volt. 1992. december 24-től sugározta műsorait a magyarországi nézők, valamint a határon túli és a világban szétszóródott magyarság számára.
A Duna Televízió részvénytársasági formában működött. Fontos feladata volt az ország határain túl élő magyarok vagy magyar származású emberek részére anyanyelvükön készült programok eljuttatása, hiteles tájékoztatás nyújtása a hazai és külföldi eseményekről, kulturális tér képzése a Kárpát-medencében és a diaszpórában élő magyarok számára.
Két televíziós csatornát működtetett: Duna és a Duna World (korábban: Duna II Autonómia, Duna 2). A közmédia 2012-es átalakulása óta az első televízióadót Duna néven nevezték, a televízió kifejezést nem alkalmazták.
2011-ben a második Orbán-kormány döntése nyomán – hasonlóan a többi közszolgálati médiumhoz – egy közel 50 fős nonprofit zrt.-vé zsugorodott, míg a szervezethez tartozó ingatlanok, vagyontárgyak, archívum illetve a többi dolgozó, az erre a célra létrehozott Médiaszolgáltatás-támogató és Vagyonkezelő Alaphoz (MTVA) kerültek.
A médiatörvény újabb módosítása miatt önálló szervezetként is megszűnt és 2015. július 1-jével a jogutódja a Duna Médiaszolgáltató Nonprofit Zrt., amely a korábbi Magyar Televíziót, Magyar Rádiót és Magyar Távirati Irodát egyesítette. A Duna csatorna 2015 márciusa után, az M1 hírcsatornává válása következtében a nemzeti főadó szerepét tölti be.
Az új szervezet is tagja az Európai Műsorsugárzók Uniójának.

## Története

### 1990-es évek: Sára Sándor elnöksége
Az intézmény a magyar televíziózás 1990-es évekbeli médiaháborús időszakában jött létre. Az összmagyarság műholdas televíziójának ötlete a Magyarok Világszövetsége által szervezett  Magyarok III. Világtalálkozóján fogalmazódott meg 1992. augusztusában Budapesten. A gyűlésen Csoóri Sándor tett konkrét javaslatot a csatorna elindítására. A terv összhangban áll az 1978-ben módosított alkotmánnyal is, amely a 6. paragrafus (3) bekezdésében így fogalmaz: „A Magyar Köztársaság felelősséget érez a határon túl élő magyarság sorsáért, és előmozdítja a Magyarországgal való kapcsolatok ápolását.” Ezt követően Csoóri Sándor vezetésével megalakult a Hungária Televízió Alapítvány és megkezdődtek a televízió előkészületei. Kezdetben még a televíziót Hungária Televízió néven említették. A Duna Televízió név csak az indulás előtt született meg.
Az első tesztadások 1992. október 11–17. között voltak az „Europa Telecom 92” elnevezésű Nemzetközi Távközlési Fórum és Kiállítás keretein belül, amit naponta három órában sugároztak az Antenna Hungária kérésére. A rendszeres tesztadások november 1-jén kezdődtek meg napi három órában. A Duna Televízió a multimédia korszakának hajnalán született, a műsora 1992. december 24-én indult egy közvetítőkocsiból, s mára öt kontinensen, tizenötmillió nézőhöz jut el, hidat teremtve az anyaország és a határon túli nemzettestek között. Az adás 1992. december 24-én délután 17-órakor indult el. A Szent Péter-bazilikából közvetített éjféli misén II. János Pál pápa magyar nyelven elmondott üzenetében köszöntötte az első magyar műholdas adás nézőit. A Duna TV adását kezdetben a MAFILM Róna utcai telepéről „lőtték át” az Antenna Hungária Széchenyi-hegyi műholdas állomására.
1992. november 1-jén megindultak a Duna Televízió rendszeres tesztadásai napi három órában, majd december 24-én délután 17-órakor megkezdte rendszeres adását az Eutelsat II F3-as műholdon. A kezdeti időszakban naponta kétszer sugárzott műsort. Délelőtt tíz órától délig tartott az adás, amely a rendszeresen 11:45-től kezdődő híradóval ért véget. A délutáni műsor 16-órától este 22-óráig tartott. A fennmaradó időben a nézők a képújsággal találkozhattak. Eleinte kevés saját gyártású tartalmat sugárzott. Rengeteg film és dokumentumfilm volt látható a Duna TV-n, ezért egyfajta korai filmcsatornaként vonult be a köztudatba. 1993 tavaszára már közel 50 saját gyártású műsora készült annak ellenére, hogy az első évben mindössze 300 millió forintból működött. Első jelentős közvetítése, amely mindmáig látható a Duna TV-n, a csíksomlyói búcsú közvetítése volt. Szintén itt találkozhattak a nézők jeles napokon és ünnepek idején külön tematikus napokkal. A Duna Televízió rendszeresen szervezett közönségtalálkozókat, ahol a műsorok készítői személyesen érintkezhettek a külhoni nézőkkel.
A határokon túl, főként a magyar nyelvű televíziót nélkülöző Székelyföldön, euforikus lelkesedéssel fogadták a Duna TV megjelenését, a korabeli médiaháború idején az belföldi ellenzéki sajtó erősen támadta, és az – Antall-kormány tévéjének elkönyvelve – belpolitikai csatározások részévé próbálta tenni.[forrás?] Idővel a műsorainak népszerűsége annyira megnövekedett, hogy a Duna TV az anyaországi és határon túli nézők körében megnyilvánuló szimpátia jóvoltából a létjogosultságát igazoló erkölcsi támogatásra tett szert.

### 2000-es évek: Pekár ésCselényielnöksége
- 2004-ben Prima díjjal tüntették ki.
- 2006 húsvétján indult új csatornája, a Duna II Autonómia.
- 2008. december 1-jétől elérhető nagy felbontású, HD változata, amely a MinDig TV hálózaton is vehető.
- 2009. október 1-jétől a normál felbontású változat – elsők között Magyarországon – az UPC kábeles és műholdas platformjain szélesvásznú, 16:9-es oldalarányú változatban is megjelent.

Műsorait 2007 júniusában magyar felirattal, őszén angol feliratozással is sugározza. A Duna Televízió 2008 novemberétől számos műsorát feliratozza a teletexten a siketek és nagyothallók számára. Egyedülálló, hogy élő hírműsorait látássérültek segítségével feliratozzák. A Duna Televízió a kezdetektől a legtöbbet szeretné nyújtani a világhálón is. A Duna TV internetes videotárában elsőként indult el a beszédfelismerő rendszer. Ez lehetővé teszi a szavak elhangzása utáni automatikus keresést. 2009 novemberétől lehetővé vált a videók beágyazása más portálokra.

### 2010-2015: Átalakulás és egyesülés
- 2011. január 1-jétől önállóságát gyakorlatilag elvesztette, műsorainak gyártását átvette az MTVA.
- 2011. október 3-tól a Duna televízió második, Duna II Autonómia elnevezésű csatornája egy kulturális, művészeti csatornává alakult, az új neve pedig Duna 2.
- 2012. január 1-jétől a Duna 2 Duna World néven folytatja műsorát.
- 2013 óta az MTVA médiafelületeinek közös internetes oldala és teletextje van. A Duna feliratozása a 333. a Duna World feliratozása az 555. oldalon található.
- 2015. március 15-től ide költözik át az M1 műsorainak szinte összese, miután a közszolgálati televízió egyes csatornája hírtelevízióvá alakul át.
- 2015. július 1-jén a közszolgálati média Duna Médiaszolgáltató Nonprofit Zrt. néven egyesül.

2011. január 1-től a Duna Televízió mint önálló intézmény megszűnt. A közszolgálati televíziós médiumok irányításának összevonása óta a Magyar Televízió és a Magyar Rádió új kaszásdűlői telephelyén, a Kunigunda útja 64-ben készültek a műsorai. A Duna Televízió 2011-ben, a Magyar Rádió 2014-2022 között költözött az új telephelyre. Alkalmazottainak nagy részét egy időre átvette az MTVA, ettől kezdve az MTVA gyártja a műsorait. Műsorainak egy része megszűnt, csatornát váltott, vagy külső gyártásba került. Második csatornáját többször átalakították, először, mint kulturális csatorna működött, majd 2012-től ide kerültek az M1 és a Duna egyes műsorainak ismétlései is. Az M2 átalakítása után sokszor, napi 6–7 órában átvette a parlamenti közvetítések HD minőségű sugárzását. Hírműsorai gyártásáért az MTI felelt. A műsorok gyártása átkerült az MTVA székházába, saját stúdióinak technikája ide került beépítésre. Megszüntették az önálló teletext szolgáltatását, valamint a műholdas adást átköltöztették a Magyar Televízió (MTV) által bérelt műholdas pozícióba. A földfelszíni sugárzásban az MTV-vel közös frekvenciákra került. 2012. július 27-én a közmédia egységes arculatváltásakor a Duna Televízió logója és arculata is megváltozott. 2015. március 15-e óta a nemzeti főadóként funkcionál. Miután az M1 napi aktuális hírcsatornává alakult át, így a Duna vette át a korábbi műsorait.

## Vezetői
| Időszak                                     | Elnök               | Megjegyzés             |
| ------------------------------------------- | ------------------- | ---------------------- |
| 1993. június – 2000. június 30.             | Sára Sándor         | főigazgató-elnök       |
| 2000. július 1. – 2000. szeptember 21.      | Lugossy László      | alelnök, megbízottként |
| 2000. szeptember 22. – 2004. szeptember 21. | Pekár István        | elnök                  |
| 2004. szeptember 22. – 2005. február 16.    | Szekeres László     | alelnök, megbízottként |
| 2005. február 17. – 2010. július 22.        | Cselényi László     | elnök                  |
| 2010. július 22. – 2010. november 18.       | A. Szabó Magda      | ügyvezető alelnök      |
| 2010. november 18. – 2011. szeptember 21.   | Ókovács Szilveszter | vezérigazgató          |
| 2011. szeptember 21. – 2015. június 30.     | Dobos Menyhért      | vezérigazgató          |

Amikor az Duna Televízió önállósága 2015-ben megszűnt és beolvadt a Duna Médiaszolgáltatóba, Dobos Menyhért annak vezérigazgatója lett, egészen 2022-es nyugdíjazásáig.

## Gazdálkodása
A Duna Tv megalakulása óta folyamatosan anyagi gondokkal küzdött. Felröppentek pletykák a megszűnésről is. A televízió működését megnehezítették a különböző támadások, melyek megkérdőjelezték a csatorna szükségességét. Ezek a támadások elsősorban a kezdeti időkben voltak erősebbek. A Duna Tv 1993 végéig nem sugárzott reklámot, de az államtól kapott pénz kevésnek bizonyult, ezért maximálisan négy percben korlátozták a reklámok mennyiségét. Az 1994. évi választások előtt és után, a politikai harcok kereszttüzében különféle elképzelések merültek fel a Duna tévé jövőjéről: vagy meg akarták szüntetni, és helyette az MTV egyik adását műholdra tenni, vagy az MTV szervezetébe akarták beilleszteni, vagy közös média-kuratórium alá helyezni az MTV-vel és a Magyar Rádióval. Jellemző volt az első időkben a szervezetlenség, a Duna TV-nek nem volt önálló vezetése, az alkalmazottak közvetlenül a kuratórium alá tartoztak. Jelentősen változott a helyzet, amikor többéves harc után, 1995. december 21-én a parlament elfogadta a médiatörvényt, amely közszolgálati műsorszolgáltatónak minősítette. Az állami támogatáson, valamint a reklámbevételeken kívül a külföldön élő magyaroktól érkeztek támogatások, valamint a Duna Tv műsorait tartalmazó DVD-k árusításából folyt pénz a Duna Tv kasszájába.
2015. július elsejétől a Duna Médiaszolgáltató Televíziós Médiaszolgáltatási Igazgatóság része.

### Összefogás a Duna Televízióért
A Duna Televízió nézőinek bizalmát, ragaszkodását fejezi ki az Összefogás a Duna Televízióért mozgalom létrejötte is. A felhívásban arra kérik a mindenkori magyar kormányt és a tulajdonos Országgyűlést, hogy megfelelő támogatással garantálja a Duna Televízió biztonságos, perspektivikus jövőjét. Az intézmény mellé álltak egyházi méltóságok, Kossuth-díjas művészek, Széchenyi-díjas akadémikusok és a határon túli magyarok vezetői.[forrás?]

## Székhelye
1994 áprilisában egy kormányrendelet értelmében a Mészáros utca 48–54. sz. alatti, egykori NIKEX-irodaházat bocsátották a Duna TV rendelkezésére. A Duna TV itt alakította ki stúdióit és 2011 végéig ez volt az intézmény székháza. A közszolgálati televíziós médiumok irányításának összevonása óta a Magyar Televízió új óbudai székházában, a Kunigunda útja 64-ben készülnek a műsorai.

## Regionális stúdiói
Budapesti központi stúdión kívül közvetítések voltak láthatóak korábban Romániából a kolozsvári, marosvásárhelyi, székelyudvarhelyi, illetve Szlovákiából a pozsonyi, Szerbiából a szabadkai, Ukrajnából az ungvári és más helyeken található regionális stúdiókból.
Az MTVA költséghatékonysági intézkedések miatt szinte felszámolta a Magyar Televízió és a Duna Televízió regionális illetve határon túli stúdióit, ettől fogva a vidéki tudósításokat helyi médiumoktól szerzik be.

## Csatornái

A Duna logója

- Duna (korábban: Duna Televízió (1992-2006))

A Duna Televízió első – és 2006-ig egyetlen – csatornája. Kezdetben csak nappal sugárzott műsort, éjszaka pedig Képújságot. Ma napi 24 órában fogható Európa csaknem egész területén. 2015. március 15-től általános szórakoztató csatorna lett. Ettől kezdve a fő célja elsősorban a határon belül élő magyarság informálása, szórakoztatása. Saját gyártású műsorai, sorozatai és vásárolt tartalmai mellett a tematikus közszolgálati csatornák műsoraiból is válogat.
A közmédia átstrukturálása óta az M1 Híradóiból hármat is közvetít: reggel 7 órakor 20 percben, délben 40 percben, míg este 6 órakor fél órában. A Petőfi TV fiataloknak szóló tudósításai helyet kapnak itt is. A retró tartalmakat az M3-ról több műsor is tartalmazza, például a Hogy volt?! vagy az Önök kérték!. Az M4 Sport közvetítéseiről pedig a Híradók után tájékozódhatnak a nézők egy rövid összefoglalóból.

A Duna World logója

- Duna World (korábban: Duna II Autonómia (2006-2011) , Duna 2 (2011 okt. – 2011. dec 31.) )

Ezen a csatornán a Duna TV adásainak ismétlései alkották a műsorszerkezetét.
A közmédia átstrukturálása óta a Duna World a világon szétszóródott magyarok számára nyújt tévézési lehetőséget a műholdas műsorszórás segítségével. Főleg az M1 aktuális csatorna hír- és közéleti- valamint a Duna szórakoztató- és kulturális műsoraiból válogat. Az M1 Híradói közül a 13 órait és a 21 órait közvetíti. Ezen túl kétszer is: éjfél után, illetve délelőtt 10 órakor megismétli a Hungary reports című angol nyelvű hírműsort is.

## Műsorvezetői és műsorai
A régi Duna Televízió meghatározó arcai voltak: Asbóth József, Banner Géza, Baráth Edina, Barkó Judit, Borsa Miklós, Ciprusz Éva, Csáky Zoltán, Erdélyi Claudia, Farkas Beatrix, Gáspár Monika, Horváth Kálmán, Jegyes-Tóth Kriszta, Kalocsai Andrea, Károlyi Gabriella, Klement Zoltán, Lengyel Judit, Marosi Péter, Mucsányi János, Névai Melinda, Szántó Georgina és sokan mások. A Kívánságkosárban történt baki révén a világ minden pontján találkoztak a Duna Televízióval, amelyet más változatokkal együtt már több, mint 2,5 millióan néztek meg.
A Duna TV feladata az egyetemes és magyar szellemi, kulturális értékek közvetítése, a magyar kisebbségek identitásának, anyanyelvének, kultúrájának megőrzése. Főműsoridőben sugároz olyan objektív hírműsorokat, amelyek egyetlen párt vagy csoportosulás szolgálatában sem állnak. A határon túl vagy szórványban élő magyarság műveltségének fejlesztésére oktatási, képzési célú műsorokat készít, bemutatja a tudomány eredményeit, foglalkozik a hátrányos helyzetűekkel, a gyermekekkel és az ifjúsággal, segíti az állampolgárok jogi-közéleti tájékozódását, népszerűsíti az egészséges életmódot, a környezetvédelmet, segíti a közbiztonságot, egyházi és hitéleti műsorokkal elégíti ki a hívő nézők igényét. 2001-ig az éjszakai műsorszünet idején láthatóak voltak az úszkáló akváriumi halak zenei aláfestéssel.
A Duna World műsorstruktúrája a Duna, az M1 és az M5 műsorainak válogatásából áll, a világ magyarságának tévézési szokásaihoz igazodott időpontokban vetítve. Egykori kulturális magazinja az Éjjeli őrjárat hiányát a Duna különböző műsorai pótolják.

## Vételi lehetőségek
A csatorna indulása után a műsort műholdon sugározták, a kábeltelevíziós és AM-Mikró szolgáltatások mellett, analóg földi sugárzása sosem volt. 1997-től az M2 földi műsorszórása megszűnése után mindkét adást csak műholdról továbbították. Műholdon az adás eredetileg csupán Európa területén volt fogható, majd 2004 karácsonyán Észak-Amerikában és Ausztráliában is lehetővé tették a vételét. Európában az Eutelsat 9A, Észak-Amerikában a Galaxy 19, Dél-Amerikában az NSS 806, Ausztráliában és Új-Zélandon az Optus D2 műholdról sugározták, de 2009. július 22. óta az amerikai és ausztráliai sugárzásban felváltotta testvércsatornája, jelenlegi nevén a Duna World. A Duna Televízió 1. csatornája így most ismét csak Európában műholdról, ill. Magyarországon és a határ közelében a (MinDig TV) platformon érhető el. Az összes kábeltelevízió szolgáltatási csomagjában megtalálható. Számos műsora elérhető az interneten – a csatorna honlapjáról stream video formájában.

### Jelenlegi európai műholdas (HD) vétel
- Műhold: Eutelsat 9A, Keleti 9 fok
- Frekvencia: 11957,64 MHz
- Polarizáció: V (függőleges)
- Szimbólumsebesség: 27500
- FEC érték: 2/3
- Moduláció: MCPC, 8PSK, DVB-S2
- Képtömörítés: MPEG-4 H.264 AVC
- Hang: AC3, AAC

### Egykori műholdak
- 1992–1998 – Eutelsat II F3 (33-as tp., 16 fok Kelet, 11,5959 GHz, horizontális)[11]
- 1998 – 2003. december – Eutelsat Hot Bird 4[11]
- 2003. december – 2010. március 31. – Eutelsat Hot Bird 6[11]
- 2010. március 18. – 2011. október 24. – Thor 5
- 2011. október – Eutelsat 9A (az összes közszolgálati csatornával közösen)

## Elismerései
Mint műholdas magyar nyelvű televíziós intézmény kulturmisszióként tekintette a hazai kulturális értékek ápolását Magyarországon és külföldön egyaránt, ezért számos díjat kapott különböző társadalmi szervezetektől. Emellett támogatta a külföldi országok megjelenését is, amit a külföldi kulturális képviseletek (pld. román, olasz, azeri) szintén díjjakkal honoráltak. Működésének több mint 20 éve alatt közel 200 díjat és kitüntetést kapott.
A Duna Televízió által működtetett Duna Műhelyben elsősorban dokumentumfilmek és kisfilmek születtek. Utóbbiak közül a legismertebbek a Szél (1996, rendezte: Iványi Marcell) és az Eső után (2002, rendezte: Mészáros Péter). Mindkét alkotás a Cannes-i fesztivál rövidfilm kategóriában Arany Pálma–díjat nyert.
Három alkalommal a csatorna műholdszolgáltatója közönségdíjjal is jutalmazta a Duna Televíziót, bár ez utóbbit csupán online közönségszavazás döntötte el.
Az elnyert díjak közül néhány:
- Magyar Örökség díj (1996)
- UNESCO Camera-díj (1999)[m 1][14]
- Európai Újságírók Szövetségének Európa Díja (1999)
- Aranypálma díj (2006) (Duna II. Autonómia csatorna beindításáért)
- Román Kulturális Intézet Média-díj (2007)
- Ilyas Efendiyev-díj (2007) (Azerbajdzsán népszerűsítéséért)
- Premio per la Cultura (2008) (az olasz kultúra igényes közvetítéséért)
- Ex Libris Díj (2009) (a magyar kultúrkincs megőrzéséért)
- Eutelsat-Hot Bird Közönségdíj (2006, 2008, 2009)
- Báthory-díj (2010)[15]
- Prima díj (2014) (a Fölszállott a páva című műsor)